# Мороз Геннадій Аркадійович
Геннадій Аркадійович Мороз (нар. 29 травня 1948, місто Бережани Тернопільської області) — український поет, педагог. Член Національної спілки письменників України (з 1984 року).

## Життєпис
Народився в родині службовців. Закінчив Бережанську середню школу № 1, Бережанський технікум механізації та електрифікації сільського господарства. Служив у Радянській армії.
У 1972 році закінчив філологічний факультет Дрогобицького державного педагогічного університету імені Івана Франка.
З 1972 по 1973 рік вчителював у селі Красне Турківського району Львівської області.
У 1973 році переїхав до міста Жданова (Маріуполя) Донецької області, працював вчителем української мови і літератури.
У 1991—1993 роках — літературний редактор Донецької телерадіокомпанії (вів передачі для дітей «Джерельце»). У 1993—2011 роках — літературний редактор Маріупольської телерадіокомпанії Донецької області.
Друкуватися почав 1963 року. Автор поетичних збірок «Сині паморозки» (1981), «Море» (1983), «Земля» (1989; усі — Київ), «Вересневі дні» (1985), «Якірна» (1990; обидві — Донецьк), «Замок дитинства мого» (Бережани, 1998), «Ратуша» (1998), «Ринкова площа» (2001), «Квиток до Бережан» (2003), «Вишиванка на празник», «Пісні з електрички» (обидві — 2011), «Голубина пошта» (поезії про Є. Титикайла; 2012; усі — Маріуполь), віршованого «Бродівського щоденника» (О.; Броди, 2011), дитячої книги «Коли сходило сонечко» (Маріуполь, 2013), книжок гумору («Шляк трафив», «Качка копнула» тощо). Видав «Твори» у 7-ми томах (2013—2015).
Укладач «Українсько-грецького розмовника» (Донецьк, 1993, співавт.). Низку поезій Геннадія Мороза покладено на музику, окремі твори перекладено грузинською, польською, литовською, естонською, грецькою та англійською мовами.

## Нагороди та відзнаки
- Літературна премія імені Володимира Сосюри Донецького обласного фонду культури (1998)
- Почесний громадянин міста Бережани Тернопільської області (1998)